# Benedetto Gentile Pevere
Benedetto Gentile Pevere a été le 55e doge de Gênes du 4 janvier 1547 au 4 janvier 1549.

## Biographie
Fils de Giovanni Gentile Pevere, seigneur du Cap Corse, et de Mariettina Grimaldi, il est vraisemblablement né à Gênes vers 1490. Sa famille fut enregistrée à l'Albergo des Gentile en 1309.
Contrairement à ses prédécesseurs, la carrière de Benedetto Gentile Pevere ne fut pas liée à la politique génoise, mais plutôt à la cour papale de Rome, où il exerça les fonctions de clerc de chambre dans divers offices du Saint-Siège. Après avoir quitté Rome, il retourna dans la capitale de la République de Gênes, où il épousa Benedettina Fieschi, fille de Paride, avec qui il eut un fils, Francesco ; ce dernier mourut jeune, noyé lors d'une crue exceptionnelle de la Polcevera.
Son élection comme doge, le 4 janvier 1547, eut lieu à un moment crucial pour Gênes et son dogat. C'est à cette même époque que fut mise en œuvre la célèbre conspiration de Gianluigi Fieschi contre le pouvoir de la famille Doria et de son principal représentant, l'amiral Andrea Doria. Les chroniques rapportent que c'est Doria lui-même qui soutint la nomination de Benedetto Gentile Pevere, malgré les liens étroits de son épouse avec les Fieschi qui avaient suscité des inquiétudes, voire des incompatibilités. Le choix du nouveau doge, le dixième à un mandat de deux ans et le cinquante-cinquième de l'histoire de la République, n'était cependant pas fortuit, car les préférences politiques de l'amiral Doria s'étaient jusqu'alors portées sur des personnalités considérées comme pacifiques et, surtout, malléables en temps de crise. Son mandat de doge prit fin le 4 janvier 1549. Il mourut probablement à Gênes en 1555, où il fut enterré dans l'église de San Benigno (it).